# بيرند مارين
بيرند مارين (بالألمانية: Bernd Marin)‏ هو عالم اجتماع نمساوي، ولد في 6 أغسطس 1948 في فيينا في النمسا.